# Experiments Vol. 1
Experiments Vol. 1 es la primera E.P. publicado por Gigi D'Agostino en 1994 en colaboración con Daniele Gas. Sólo está disponible en tamaños de vinilo 12 "33 rpm, ahora este disco se ha convertido en poco frecuente, llegando a ser un pedazo de historia del Mediterranean Progressive. La etiqueta es el Subway Records, catálogo SUB 037.

## Rastros
Edición musical Subway Records.
1.Gigi D'Agostino & Daniele Gas – Experiments Vol. 1 (Vibrant Night Mix) – 9:11
2.Gigi D'Agostino & Daniele Gas – Experiments Vol. 1 (Neuron Of Gas) – 8:24
3.Gigi D'Agostino & Daniele Gas – Experiments Vol. 1 (Bytes De July) – 8:55
4.Gigi D'Agostino & Daniele Gas – Experiments Vol. 1 (Voyage D'Agostin) – 10:10